# Ichthyotitan severnensis
Ichthyotitan severnensis este o specie extinctă de ihtiozauri gigantici din Triasicul târziu (Rhaetian⁠(d)), cunoscută din Formațiunea Westbury Mudstone din Somerset, Regatul Unit. Se crede că este un șastasaurid⁠(d), extinzând astfel perioada de viață a familiei cu 13 milioane de ani, până la ultimul Triasic. Descoperirea lui Ichthyotitan este considerată drept dovadă că șastasauridele au prosperat până la dispariția lor în evenimentul de extincție Triasic-Jurasic .
Genul conține o singură specie, I. severnensis. Este cunoscută pe baza a două oase supraunghiulare fragmentare ale maxilarului inferior, descoperite în localități separate în 2016 și 2020. Alte exemplare din Europa de Vest au fost asociate acestei specii pe baza unor caracteristici osteologice similare, deși afilierea lor este incertă. Extrapolând pe baza oaselor de la alte specii de ihtiozauri, se estimează că lungimea corpului Ichthyotitan era de aproape 25 de metri, ceea ce o face cea mai mare reptilă marină cunoscută în prezent.

## Descoperire și denumire

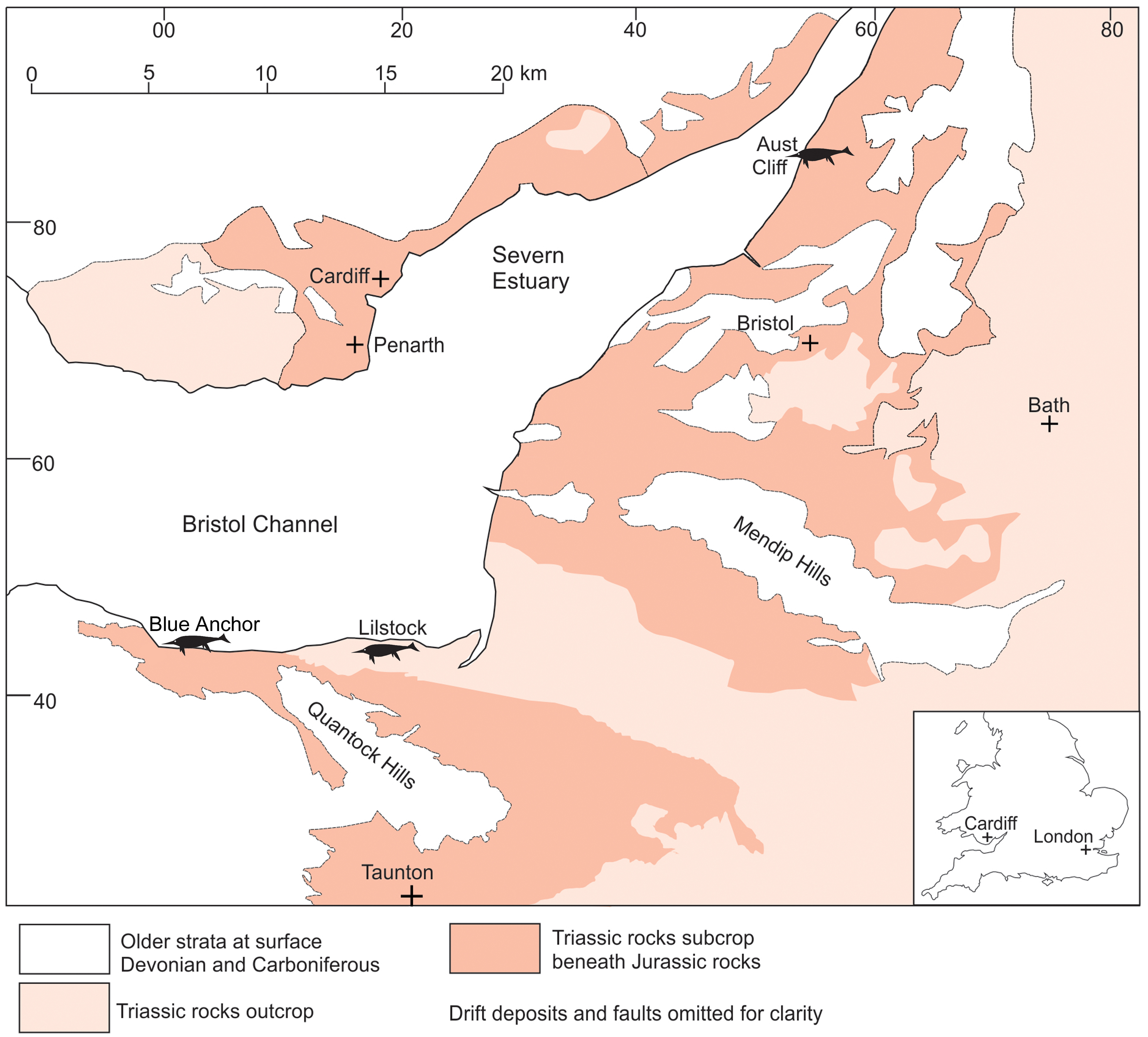
Localități în care au fost găsite exemplare asociate genului Ichtyotitan în jurul Canalului Bristol și estuarului Severn

### Exemplarul Lilstock
Primul specimen care va fi denumit mai târziu Ichthyotitan, BRSMG Cg2488 („specimenul Lilstock⁠(d)”), a fost găsit în 2016 de către cercetătorul și colectionarul de fosile Paul de la Salle în Formațiunea Westbury. Este alcătuit dintr-un os supraunghiular stâng parțial care măsoară 96 de centimetri lungime. În 2018, Dean Lomax, Paul de la Salle, Judy Massare și Ramues Gallois au identificat specimenul Lilstock ca aparținând unui șastasaurid⁠(d). Acest lucru i-a determinat pe autori să reinterpreteze oasele mari din Aust Cliff⁠(d) din apropiere, considerate anterior a fi de la arhozaurii tereștri mari, ca posibile fragmente de ihtiozaur gigant pe baza oaselor surunghiulare, hioide sau alte componenente ale maxilarului.

### Holotip și descriere
Specimenul holotip Ichthyotitan, BRSMG Cg3178 („specimenul BAS”), a fost descoperit în sedimentele formațiunii Westbury de lângă Blue Anchor din Somerset, Marea Britanie. Primul fragment a fost găsit în 2020 de Ruby Reynolds, în vârstă de 11 ani, în timp ce căuta fosile pe plaja Blue Anchor împreună cu tatăl ei, colecționarul de fosile Justin Reynolds. Aceștia l-au contactat pe cercetătorul Dean Lomax, care apoi l-a contactat pe Paul de la Salle. Expedițiile ulterioare conduse de echipă până în octombrie 2022 au dezvăluit noi bucăți, iar părțile cunoscute ale osului supraunghiular, parte a maxilarului, au fost reasamblate în 2022. Deși incomplet, osul supraunghiular, un element care reprezintă doar o secțiune din întreaga lungime a maxilarului, este estimat a măsura peste 2 metri în total.
Exemplarul este format din fragmente ale osului supraunghiular drept, mai complet decât specimenul Lilstock, cu unele fragmente aparținând posibil osului unghiular. Caracteristicile histologice sugerează că exemplarul era încă în creștere, deci era fie un subadult, fie un adult tânăr. Sunt prezente mai multe organisme atașate, inclusiv bivalve. Exemplarul va fi expus la Muzeul și Galeria de Artă din Bristol.
În 2024, Lomax et al. au descris Ichthyotitan severnensis ca un nou gen și specie de ihtiozaur, probabil shastasaurid, pe baza BRSMG Cg3178 și BRSMG Cg2488. Numele generic, Ichthyotitan, combină o referire la Ichthyosaurus⁠(d) — al cărui nume înseamnă „șopârlă pește”, combinație a cuvintelor grecești ἰχθύς, adică „pește”, și σαῦρος, adică „șopârlă” — cu sufixul grecesc -τιτάν, adică „gigant”. Denumirea specifică, severnensis, face referire la estuarul Severn din apropierea localității tip.

## Descriere

Dimensiunea lui Ichthyotitan severnensis în comparație cu un om

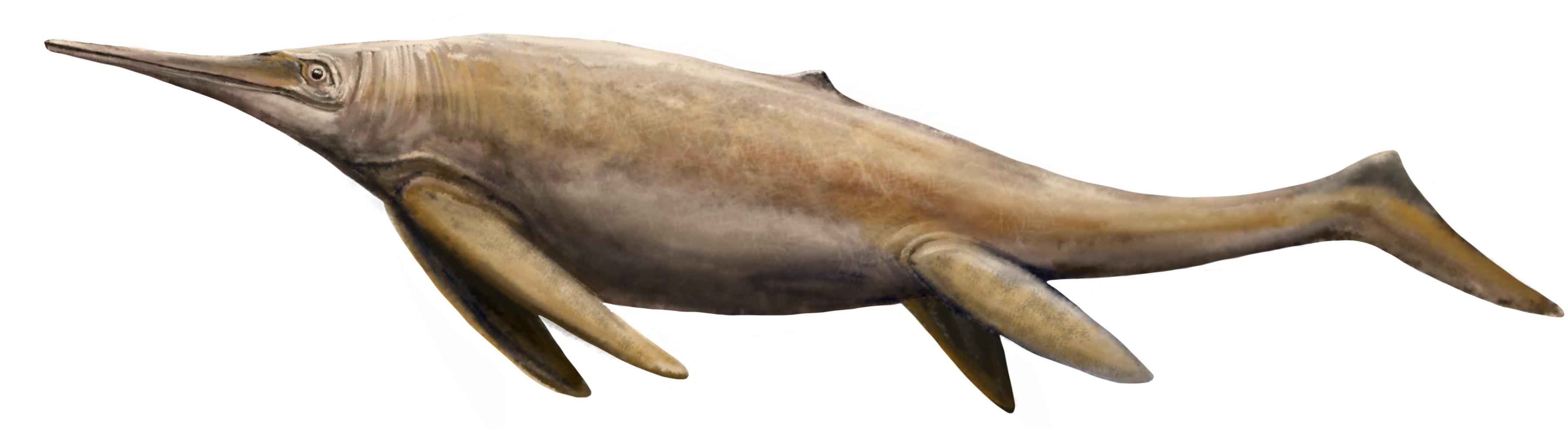
Refacerea speculativă a speciei

Ichthyotitan este singurul ihtiozaur uriaș și șastasaurid⁠(d) cunoscut din Rhaetian, documentat a fi trăit la aproximativ 13 milioane de ani după rudele sale. Se crede că linia de descendență a dispărut imediat după evenimentul de extincție Triasic-Jurasic, iar ihtiozaurii de mai târziu nu au atins niciodată dimensiuni similare până la dispariția lor la începutul Cretacicului târziu.